# Stadion Łokomotyw w Symferopolu
Republikański Stadion Łokomotyw (ukr. Республіканський Спортивний Комплекс „Локомотив”, ang. Lokomotiv Stadium) – wielofunkcyjny stadion w Symferopolu na Ukrainie.
W latach 1979–1989 cztery spotkania w roli gospodarza rozegrała na tym stadionie piłkarska reprezentacja Związku Radzieckiego.
Ostatnia renowacja obiektu nastąpiła w 2004 roku.